# パチスロであった全部旨い話
『パチスロであった全部旨い話』（パチスロであったぜんぶうまいはなし）は、村上真裕による日本の漫画作品。2002年から『パチスロパニック7』にて連載。2007年11月からは『パチスロであった全部旨い話Z』と改題して同誌（当初は白夜書房、2012年4月からはガイドワークス刊）で連載中。『別冊パチスロパニック7』と『パニック7ゴールド』でも連載されている。

## 概要
読者によるパチスロのちょっと旨い話・成功談・失敗談などのホールでの日常の投稿話を4～5ページの漫画にまとめた作品。

## 単行本
『パチスロであった全部旨い話』
1. VER.1 2004年7月9日 ISBN 978-4-89-367953-6
2. VER.0 2005年1月14日 ISBN 978-4-89367992-5
3. VER.2 2005年4月22日 ISBN 978-4-86-191018-0
4. VER.3 2005年9月9日 ISBN 978-4-86-191062-3
5. VER.4 2005年12月22日 ISBN 978-4-86191117-0
6. VER.5 2006年4月7日 ISBN 978-4-86-191146-0
7. VER.6 2006年9月7日 ISBN 978-4-86-191203-0
8. VER.7 2006年12月22日 ISBN 978-4-86-191228-3
9. VER.8 2007年3月7日 ISBN 978-4-86-191251-1
10. VER.9 2007年6月26日 ISBN 978-4-86-191281-8
11. VER.10 2007年12月21日 ISBN 978-4-86-191353-2

『パチスロであった全部旨い話Z』
1. 其の1 2008年3月13日 ISBN 978-4-86-191384-6
2. 其の2 2008年11月7日 ISBN 978-4-86-191483-6
3. 其の3 2009年3月5日 ISBN 978-4-86-191512-3
4. 其の4 2009年9月18日 ISBN 978-4-86-191561-1
5. 其の5 2010年6月11日 ISBN 978-4-86-191635-9
6. 其の6 2011年1月21日 ISBN 978-4-86-191702-8
7. 其の7 2011年12月17日 ISBN 978-4-86-191850-6
8. 其の8 2012年11月07日 ISBN 978-4-90-693630-4